# Thallumetus pullus
Thallumetus pullus är en spindelart som beskrevs av Arthur M. Chickering 1952. Thallumetus pullus ingår i släktet Thallumetus och familjen kardarspindlar.
Artens utbredningsområde är Panama. Inga underarter finns listade i Catalogue of Life.